# Oreobolopsis
Oreobolopsis  Koyama & Guagl. é um género botânico pertencente à família Cyperaceae.
O gênero apresenta uma única espécie:

## Espécie
- Oreobolopsis tepalifera